# Жуйович, Сретен
Сретен «Црни» Жуйович (сербохорв. Сретен "Црни" Жујовић / Sreten "Crni" Žujović; 24 июня 1899, Мала Вербица — 11 июня 1976, Белград) — югославский сербский политический, общественный и военный деятель, генерал-лейтенант, участник Народно-освободительной войны.

## Биография
Родился в селе Мала-Врбица общины Младеновац в богатой семье, по национальности был сербом. В раннем детстве переехал в Белград, где завершил получение начального и получил среднее образование. На момент начала Первой мировой войны находился в Белграде, однако вступил не в сербскую армию, а во Французский Иностранный легион, после чего был отправлен на Западный фронт, где воевал против германских войск.
После окончания войны вернулся на родину и присоединился к рабочему движению, работая торговцем и банковским клерком. В Королевстве сербов, хорватов и словенцев принимал активное участие в борьбе за создание профсоюзов и в создании в 1919 году Коммунистической партии этой страны. Сам он вступил в партию в 1924 году. Несколько раз Жуйович вступал в конфликт с властями и приобрёл репутацию опасного коммунистического идеолога. В этих обстоятельствах, особенно после попытке его ареста в Ягодине, он был вынужден нелегально покинуть Югославию (как с 1929 года стало называться Королевство сербов, хорватов и словенцев) в 1932 году и отправился в Париж, где поступил в университет Сорбонны изучать право. Затем он уехал в СССР, где установил связь с членами Коминтерна. Будучи опытным коммунистическим активистом, он был назначен членом так называемого Заграничного бюро ЦК Компартии Югославии в период руководства партией Милана Горкича. В этом качестве он большую часть времени проводил в Париже, где, в частности, свёл знакомство с будущим лидером Компартии Югославии Иосипом Брозом Тито. Несмотря на то, что он был активным сторонником Горкича, Тито подтвердил его членство в партии в 1938 году в Шматной-Гори. Ему было поручено заняться восстановлением структуры партийной организации на территории Сербии, которая сильно пострадала в период так называемой Диктатуры 6 января. На пятом национальном съезде КПЮ, состоявшемся в 1940 году в Загребе, он был по предложению Тито избран членом ЦК.

### Вторая мировая война
В течение всего периода оккупации Югославии войсками нацистской Германии и её союзников Жуйович находился в активе партии и участвовал в Движении сопротивления. После образования Генерального штаба НОАЮ 27 июня 1941 года стал его членом, а после образования Генерального штаба сербских отрядов НОА вошёл в его руководство совместно с Филиппом Кляжичем, Радолюбом Чолаковичем, Бранко Крсмановичем и Николой Груловичем. Принимал участие в военных советах в Дулене и Столице в 1941 году. В период существования Ужицкой республики был главой её Национальной финансовой комиссии и присутствовал на переговорах между Тито и Драже Михайловичем в Струганике и Браджичиме в октябре 1941 года. После отступления большинства сил партизан с территории Сербии был легко ранен и отошёл в район Санджак вместе с Филиппом Кляжичем, находясь с этого времени и до середины 1944 года в составе Верховного штаба НОАЮ. Известно, что он вёл переговоры с остатками королевской армии и четниками по их присоединению к партизанам. На первом заседании Антифашистского вече народного освобождения Югославии в ноябре 1942 года был избран в состав его президиума, а на втором, состоявшемся в ноябре 1943 года, — министром во вопросам транспорта в Национальном комитете освобождения Югославии. В Белграде он оказался 23 октября 1944 года и вошёл в состав первого его правительства после освобождения города. После освобождения Сербии участвовал в создании Народного фронта освобождения Сербии и профсоюзных организаций.
На сербском съезде Единого народно-освободительного фронта Югославии, состоявшемся 14 ноября 1944 года в Белграде, вошёл в его состав как вице-председатель районного комитета компартии Югославии в Сербии. Принимал участие также в съезде Антифашистского вече народного освобождения Сербии, проходившем с 9 по 12 ноября 1944 года в Белграде, и был избран в состав его президиума. После создания Временного правительства Демократической Федеративной Югославии в марте 1945 года в Белграде он занял в этом правительстве пост министра финансов. На первых выборах депутатов Скупщины выдвинул свою кандидатуру в депутаты от Второго белградского района и благодаря победе Народного фронта стал депутатом вновь избранной Скупщины. В первом правительстве СФРЮ занимал пост федерального министра финансов. В июне 1945 года в качестве члена югославской делегации участвовал в работе конференции ООН в Сан-Франциско.

### Коминформ
После начала первой разногласий между Коминформом и КПЮ Жуйович выступил против позиции югославского ЦК и поддержал линию Коминформа. На заседании CK КПЮ, состоявшемся в Дединье 12 апреля 1948 года, занял твёрдую позицию против отправки письма ЦK КПСС в ответ на обвинения, содержавшиеся в пришедшем оттуда письме, против ЦK КПЮ. На следующий день члены ЦК КПЮ снова собрались и обсуждали вопрос исключения Жуйовича из партии. Сретен Жуйович был исключён из Политбюро и отстранён от исполнения всех функций на V съезде Коммунистической партии Югославии в июле 1948 года. На короткое время он был помещён под домашний арест, а затем оказался в заключении в тюрьме Главняча в Белграде. Содержался в строгой изоляции — ему было запрещено передавать какую-либо печать, и этот запрет исполнялся настолько строго, что охранники срывали даже этикетки с передаваемых ему спичечных коробков. В подобной изоляции, имевшей целью «сломать» его, Жуйович содержался два с половиной года, при этом в этот период времени в отношении него не было проведено какого-либо расследования.
В период наиболее серьёзного обострения конфликта с Коминформом югославские власти решили приступили к какому-то разрешению его дела, информация о котором постоянно появлялась в советской печати. По рекомендации Джиласа и Карделье ему передали документы о суде над венгерским революционером Ласло Райком, впоследствии удовлетворив его желание получить все выпуски газеты «Борба» со дня его ареста, на основании которых он якобы увидел, что политика СССР по своему характеру на самом деле империалистическая; по, как было оглашено, собственному желанию 11 ноября 1950 года он обратился с письмом в Центральный комитет Коммунистической партии Югославии, а затем отправил такое же письмо в редакцию газеты «Борба», в котором говорил о своих ошибках и преступлениях, которые он совершил против Коммунистической партии Югославии. На публичной пресс-конференции 25 ноября 1950 года, состоявшейся в присутствии множества иностранных журналистов, Жуйович говорил о своих «заблуждениях», отметив, что «получил по заслугам». В декабре 1950 года снова оказался в заключении, на этот раз по обвинению в сотрудничестве с усташами.
Затем был освобождён из тюрьмы после Брионского пленума и смягчения позиции министра внутренних дел Александра Ранковича, который даже не был против его повторного принятия в Союз коммунистов Югославии, пусть и только в качестве простого члена. На праздновании 50-летия Союза коммунистов, во время главной церемонии, которая состоялась в Белграде в 1969 году, он сидел в одном ряду со старыми бойцами НОАЮ и видными революционерами. До своего выхода на пенсию Жуйович был финансовым директором газеты «Борба» и директором Экономического института. Ушёл из политической жизни в 1971 году, после чего прожил в Белграде до конца жизни и умер в этом же городе.
Имел звание генерал-подполковника резерва Югославской народной армии, которого впоследствии был лишён по приговору Военного суда чести в Белграде за свою признанную антипартийной деятельность в Коминформе. Жуйович был также награждён орденом Партизанской звезды I степени, орденом «За храбрость», орденом «За заслуги перед народом» и медалью Партизанской памяти 1941 года. Военный суд чести лишил его звания и также лишил всех вышеупомянутых наград, кроме советского Ордена Кутузова I степени, которым Жуйович был награждён 5 сентября 1944 года.

## Литератрура
- Залесский К. А. Кто был кто во второй мировой войне. Союзники СССР. — М., 2004.
- Војна енциклопедија, Београд 1973. година.